# Луций III
Луций III (на латински: Lucius III) e 171-вия и римски папа. Светското му име е Убалдо Алючиноли (на италиански: Ubaldo Allucingoli). Роден около 1110 г. в Лука. На 1 септември 1181 г. става папа, като наследява на папския престол Александър III. Умира на 25 ноември 1185 г. във Верона.